# Élections générales espagnoles de 1916
Les élections générales espagnoles de 1916 sont les élections à Cortès tenues en Espagne le dimanche 9 avril 1916, au suffrage universel masculin. Il s'agit des 15es élections sous l’égide de la Constitution de 1876, les 16es de la Restauration. Elles sont convoquées au milieu de la Première Guerre mondiale, au cours de laquelle l'Espagne s'était déclarée neutre.
Les élections ont lieu au début de la crise de la Restauration, qui se caractérise notamment par une grande fragmentation des deux partis « dynastiques ».
Comme lors de toutes les élections de la Restauration, elles donnent la majorité au parti nouvellement nommé au gouvernement, en l'occurrence le Parti libéral, gouvernement présidé par le comte de Romanones. Le résultat était en effet en grande partie déterminé à l'avance (« encasillado ») grâce à la fraude électorale systématique réalisée via le réseau de caciques déployé sur tout le territoire. En effet, dans le régime politique de la Restauration, les gouvernements changeaient avant les élections et non après, comme c'est normalement le cas dans un régime parlementaire,,.

## Composition du Congrès des députés après les élections
| ← Élections générales en Espagne, 9 avril 1916 →   |        |                                                          |
| Parti                                              | sièges | leader                                                   |
| Parti libéral et libéraux démocrates               | 203    | Romanones                                                |
| Parti libéral-conservateur                         | 88     | Edouardo Dato                                            |
| Conservateurs mauristes                            | 17     | Antonio Maura                                            |
| Conjonction républicaine-socialiste                | 13     | Roberto Castrovido Sanz                                  |
| Ligue régionaliste                                 | 13     | Francesc Cambó                                           |
| parti réformateur                                  | 12     | Melquíades Álvarez                                       |
| Communion traditionaliste                          | 9      | Enrique de Aguilera y Gamboa , XVIIe marquis de Cerralbo |
| Conservateurs de Juan de la Cierva                 | 8      | Juan de la Cierva y Peñafiel                             |
| Coalition Républicaine - Parti républicain radical | 6      | Alejandro Lerroux                                        |
| catholiques indépendants                           | 3      | Marquis de Santillana                                    |
| Parti intégriste                                   | 2      | Manuel Senante y Martínez                                |
| Bloc Republicà Autonomista (es)                    | 1      | Marcelino Domingo Sanjuan                                |
| Nationalistes républicains catalans                | 1      | Francesc Macià                                           |
| Régionalistes castillans                           | 1      | Antonio Zumarraga Díez                                   |
| Dynastiques basques                                | 1      | Luis de Urquijo y Ussía                                  |
| Républicains catalans indépendantistes             | 1      | Salvador Albert i Pey                                    |
| TOTAL                                              | 379    |                                                          |